# Tamotsu Chikanari
Tamotsu Chikanari (jap. 近成保 Chikanari Tamotsu; ur. 30 marca 1929) – japoński kolarz szosowy i torowy. Reprezentant Japonii na Letnich Igrzyskach Olimpijskich 1952 w Helsinkach. Na igrzyskach uczestniczył w wyścigu indywidualnym ze startu wspólnego, w którym nie ukończył wyścigu, w wyścigów tandemów na 2000 metrów, w którym odpadł w 2 rundzie oraz w wyścigu drużynowym na 4000 metrów, w którym reprezentacja Japonii zdobyła 19. miejsce.